# Малийски залив
Малийският залив (на гръцки: Μαλιακός Κόλπος) се намира на Бяло море в района на Фтиотида в източната част на Централна Гърция. Кръстен е на древните малийци, които живели по бреговете му.
Простира се от изток на запад на разстояние от 15 до 22 km. Благодарение на тинята на река Сперхей и на другите рекички по крайбрежието, площта му се е свила в продължение на векове. Като цяло заливът е плитък с максимална дълбочина от 27 m. 
Южно от устието на Сперхей е историческия проход Термопили, над който се издига планината Калидромо. В миналото много тесен, поради наносите на Сперхей някогашния проход се е превърнал в крайбрежна равнина с ширина около 3,5 km.
Единственото пристанище на залива е Стилида.